# 芳野満彦
芳野満彦（よしの みつひこ、1931年（昭和6年）11月8日 - 2012年（平成24年）2月5日）は、日本の登山家・RCC IIの創立同人・画家。東京都荒川区日暮里生まれ。アルムクラブ所属。ボート選手の芳野法一は弟。

## 経歴
第一日暮里小学校卒業、旧制の早稲田中学校入学。
1948年（昭和23年）、早稲田中学2年の17歳のとき八ヶ岳の主峰赤岳で遭難して両足指をすべて欠くが、不屈の精神で登山を続けた。1957年（昭和32年）3月の前穂高岳IV峰正面壁積雪期初登攀など多くの初登攀を記録。
1963年（昭和38年）、大倉大八とともにアイガー北壁に日本人として初挑戦。
1965年（昭和40年）、渡部恒明とともにマッターホルン北壁の日本人初登攀を達成し、アルプスの岩峰への先鞭をつけた。
新田次郎の小説『栄光の岩壁』の主人公のモデルである。
一方で、画家としても活躍。
2012年2月5日、心不全のため死去。80歳没。

## 著書
- 『山靴の音』(朋文堂,1959年)
- 『アルプスに賭ける:穂高からアイガーへ』（実業之日本社,1964年）
- 『われ北壁に成功せり：マッターホルンの栄光とアイガーの悲劇』（実業之日本社,1966年）
- 『白い城砦』（あかね書房,1970年）
- 芳野満彦文,小川哲太郎絵『山に登ろう』（風濤社,1977年）ISBN 4-48-004110-9
- 『新編山靴の音』（中央公論新社,1981年）ISBN 4-12-204016-7
- 『新・山靴の音』（東京新聞出版局,1992年）ISBN 4-8083-0429-5

## 関連書籍
- 川崎隆章,近藤等編『山岳講座.第1巻』（白水社,1954年）
- 松方三郎,川崎隆章編『登山全書.第2巻』（河出書房,1956年）
- 吉尾弘著『垂直に挑む男』（山と溪谷社,1963年）ISBN 978-4122007178
- 新田次郎著『栄光の岩壁（上・下）』（新潮社,1973年）ISBN 9784101122090,ISBN 9784101122106
- 奥山章著『ザイルを結ぶとき』（山と溪谷社,1973年）ISBN 4-635-04711-3
- 佐瀬稔著『喪われた岩壁：第2次RCCの青春群像』（山と溪谷社,1982年）ISBN 9784635041355
- 「異端の登攀者」刊行委員会『異端の登攀者：第二次RCCの軌跡』（山と溪谷社,2002年）ISBN 9784635171618